# Чехово (Вармінсько-Мазурське воєводство)
Чехово (пол. Czechowo, нім. Böhmischgut) — село в Польщі, у гміні Ельблонґ Ельблонзького повіту Вармінсько-Мазурського воєводства.
Населення — 97 осіб (2011).
У 1975-1998 роках село належало до Ельблонзького воєводства.

## Демографія
Демографічна структура станом на 31 березня 2011 року:
|          | Загалом | Допрацездатний вік | Працездатний вік | Постпрацездатний вік |
| -------- | ------- | ------------------ | ---------------- | -------------------- |
| Чоловіки | 52      | 13                 | 35               | 4                    |
| Жінки    | 45      | 9                  | 24               | 12                   |
| Разом    | 97      | 22                 | 59               | 16                   |